# Anthems of Rebellion
Anthems of Rebellion ist das fünfte Album der schwedischen Melodic-Death-Metal-Band Arch Enemy. Es wurde im Sommer 2003 von Century Media veröffentlicht. Es ist das einzige Album der Band mit Angela Gossow als Sängerin, das Klargesang beinhaltet.

## Entstehung
Als Produzent wirkte Andy Sneap mit.

## Veröffentlichung
Das Album wurde in Japan am 23. Juli 2003 von Toy's Factory Records veröffentlicht. Auf den anderen Märkten veröffentlichte Century Media es am 26. August 2003. Es gab zwei Single-Auskopplungen, We Will Rise und Dead Eyes See No Future. Zu We Will Rise produzierte die Band auch ein Video.

## Titelliste
| Nr.          | Titel                       | Autor(en)                    | Musik                                               | Länge |
| ------------ | --------------------------- | ---------------------------- | --------------------------------------------------- | ----- |
| 1.           | Tear Down the Walls         | Instrumental                 | Michael Amott                                       | 0:32  |
| 2.           | Silent Wars                 | Angela Gossow                | Michael Amott, Christopher Amott                    | 4:14  |
| 3.           | We Will Rise                | Michael Amott                | Michael Amott, Christopher Amott                    | 4:06  |
| 4.           | Dead Eyes See No Future     | Michael Amott, Angela Gossow | Michael Amott, Christopher Amott                    | 4:14  |
| 5.           | Instincts                   | Michael Amott                | Michael Amott                                       | 3:36  |
| 6.           | Leader of the Rats          | Angela Gossow, Michael Amott | Michael Amott, Christopher Amott, Sharlee D’Angelo  | 4:20  |
| 7.           | Exist to Exit               | Angela Gossow, Michael Amott | Michael Amott, Christopher Amott, Daniel Erlandsson | 5:22  |
| 8.           | Marching on a Dead End Road | Instrumental                 | Christopher Amott                                   | 1:16  |
| 9.           | Despicable Heroes           | Angela Gossow                | Michael Amott, Daniel Erlandsson                    | 2:12  |
| 10.          | End of the Line             | Michael Amott                | Michael Amott, Christopher Amott                    | 3:35  |
| 11.          | Dehumanization              | Angela Gossow                | Michael Amott                                       | 4:15  |
| 12.          | Anthem                      | Instrumental                 | Michael Amott                                       | 0:56  |
| 13.          | Saints and Sinners          | Angela Gossow, Michael Amott | Michael Amott                                       | 4:41  |
| Gesamtlänge: | Gesamtlänge:                | Gesamtlänge:                 | Gesamtlänge:                                        | 43:18 |

## Rezeption
Sean Palmerston vom Magazin Exclaim! bezeichnete Anthems of Rebellion als das bislang beste Album der Band. Der Klang sei hart und melodisch zugleich. Anders Sandvall von Metal Rules lobte das Album ebenfalls und nannte es ein Meisterstück. Überzeugend seien unter anderem die vielen Tempowechsel, den vielseitigeren Gesang Gossows sowie die kreativen Arrangements. Todd Kristel von Allmusic bezeichnete das Album als solide. Der Gesang klinge jedoch bei vielen Liedern zu ähnlich. Auch seien die Liedtexte wenig überzeugend.